# Oskar Loebell
Oskar Loebell (* 21. März 1836 in Berlin; † 13. Februar 1897 in Naumburg (Saale)) war ein deutscher Reichsgerichtsrat.

## Leben
Der Sohn eines Privatgelehrten wurde nach dem Studium 1855 Auskultant (wurde 1869 abgeschafft) am Kammergericht, 1860 Referendar und 1865 Kreisrichter in Neustadt a. H. 1873 wurde er in Luckau Kreisgerichtsrat. 1878 wurde Loebell an das ostpreußische Tribunal in Königsberg berufen, das 1879 durch die Reichsjustizgesetze das Oberlandesgericht wurde. Kurz nach der Umwandlung wurde er Hilfsrichter am Reichsgericht. 1886 wurde er Reichsgerichtsrat zunächst im 4. Strafsenat, dann im 5. Zivilsenat. Trotz einer Muskelatrophie arbeitete er bis 1896 im Reichsgericht.

## Werke
- Das Preußische Enteignungsgesetz vom 11. Juni 1874, Leipzig 1884.
- Studien zur Grundbuch-Ordnung, Berlin 1875.